# Aradus hesperius
Aradus hesperius är en insektsart som beskrevs av Parshley 1921. Aradus hesperius ingår i släktet Aradus och familjen barkskinnbaggar. Inga underarter finns listade i Catalogue of Life.